# Parasitaxus usta
Parasitaxus usta (Vieill.) de Laub., 1972 è una rara conifera appartenente alla famiglia delle Podocarpaceae, endemica della Nuova Caledonia; è l'unica specie nota del genere Parasitaxus.
È considerato sacro dai Kanak.

## Descrizione
È un arbusto che raggiunge al più 1,8 m d'altezza, con foglie rosso scuro, che cresce solo in alcune aree boschive della Nuova Caledonia.

## Biologia
È generalmente menzionato che Parasitaxus usta è l'unico parassita conosciuto appartenente alle Gymnospermae. La specie manca di radici ed è sempre trovata attaccata a quelle di esemplari di Falcatifolium taxoides (altro membro delle Podocarpaceae). Tuttavia la questione non è stata ancora pienamente chiarita: la pianta non presenta austori, come accade invece per le Angiosperme, ed è considerata da alcuni una micoeterotrofa.

## Tassonomia
È stato scoperto e descritto per la prima da Eugène Vieillard nel 1861 come Dacrydium ustum Vieill. Sinonimi successivi sono Podocarpus ustus (Vieill.) Brogn. & Gris, 1866, e Nageia usta (Vieill.) Kuntze, 1891.
Studi recenti suggeriscono una relazione stretta con il genere Lepidothamnus e, in particolare, con la specie Lepidothamnus fonkii.